# محمد بن علي الهوزالي
مَحمد بن علي الهَوْزالي (بالشلحية: محمد وعلي اوزال؛ تـ 1162 هـ) فقيه مغربي سوسي. ألف كتبا بالشلحية والعربية، أشهرها «بحر الدموع»، وهو رَجَزٌ بالشلحية. يُعدّ من أهم المؤلفين في الأدب الشلحي. تخرج من زاوية تمجروت، المعروفة أيضا بالزاوية الناصرية، حيث تعلم على يد شيخه أحمد بن ناصر الدرعي. من تلاميذه الشيخ محمد بن أحمد الحضيكي. عاش في عهد السلطان العلوي إسماعيل بن الشريف وأبنائه، خاصة عبد الله بن إسماعيل.

## اسمه ونسبه
هو أبو الحسن مَحمد بن علي بن إبراهيم الهَوْزالِيُّ، نسبة إلى قبيلة هوزالة السوسية. ويُعرف أيضا عند أهل سوس بـ«اكُبيل» (الكبيلي)، نسبة إلى «يكُبيلن» (كبيلة)، وهي فرقة كبيرة من قبيلة هوزالة مكونة من أربع قرى، إحداها القصبة، مسقط رأس الفقيه وفيها مشهده ومدرسته القائمة حتى الآن. وما زال ما تبقّى من بيته الواقعِ ضمن أطلال قرية القصبة القديمة يُعرف بـ«تيڭمّي نالشيخ» (دار الشيخ).
أشار الشيخ الهوزالي إلى اسمه ونسبه الثلاثي بالشلحية في بداية كتابه «الحوض». قال:
ءينا ءيسمك ءيحتاجان ءاد ءاس ءيعفو لباري ¤¤ محمد ءوعلي ءوبراهيم وسوس ءاوزالي
معناه بالعربية: يقول العبد المحتاج إلى عفو الباري، محمد بن علي بن إبراهيم السوسي الهوزالي.

## سيرته
لا يُعرَفُ شيء عن السنوات الأولى لحياة الشيخ الهوزالي، فهي غائبة في المصادر الموجودة حتى الآن. كذلك لا تُعرَفُ سنة ولادته. إلا أن الباحثين يرجّحون ولادته في حوالي سنة 1070 هـ، وذلك في قرية القصبة الهوزالية. وتقع القصبة جنوب شرق مدينة تارودنت، وتبعد عنها بـ34 كم.

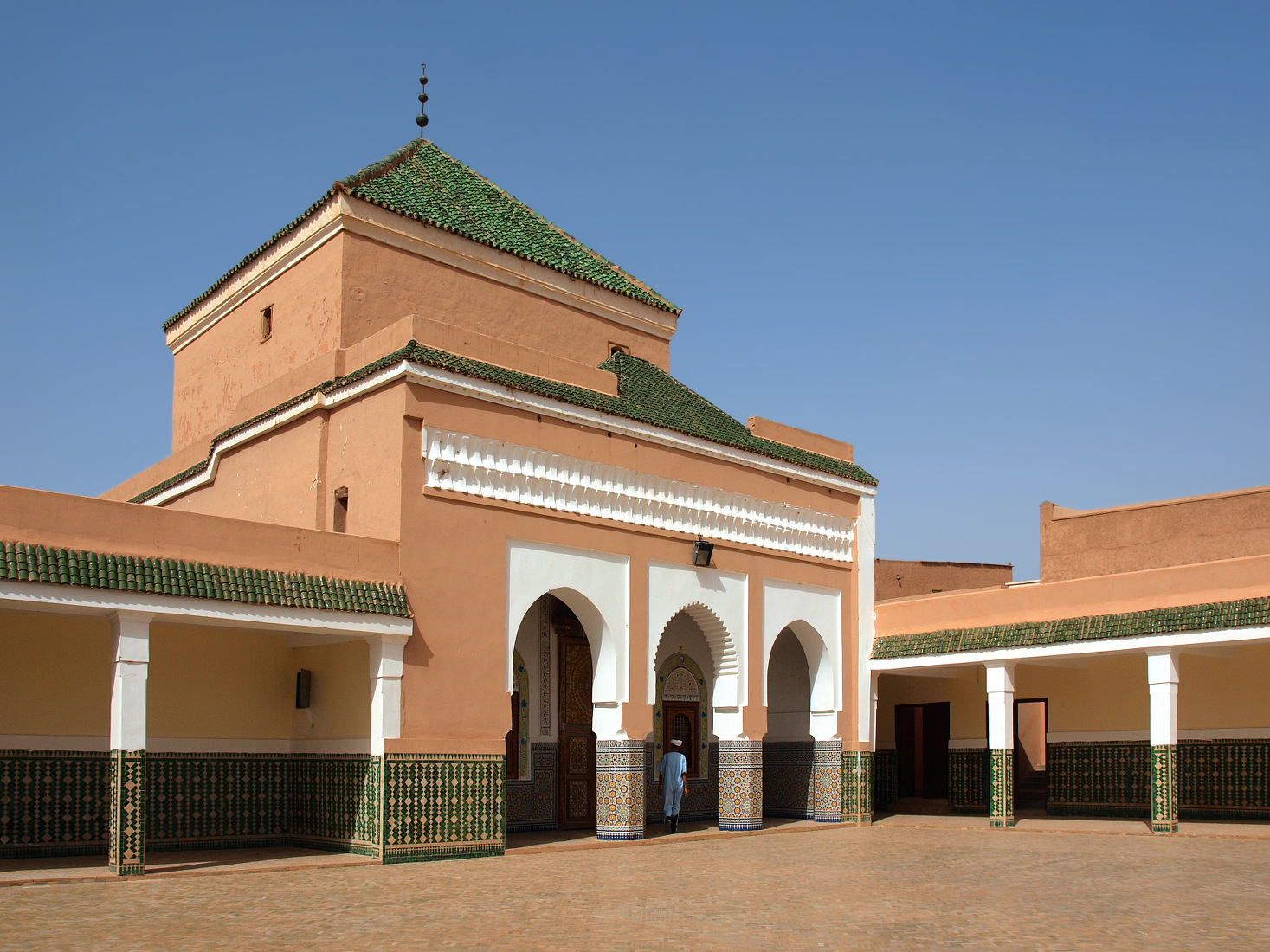
صورةٌ حديثة لمدخل زاوية تمجروت، المعروفةِ أيضا بالزاوية الناصرية، نسبة لابن ناصر

تلقى محمد بن علي الهوزالي تعليما أساسيا في قريته، قبل أن يرحل إلى تمجروت طلبا للعلم واستكمالا لمعارفه سنة 1091، وذلك على عادة طلاب العلم في سوس. وتمجروت زاوية تبعد عن القصبة بـ290 كم في اتجاه الشرق، وتقع على ضفة وادي درعة. وقد كانت هذه الزاوية قد بلغت أوجها في زمانه، فكانت قبلة طلبة العلم في جميع أنحاء المغرب، وعُرفت بـ«أُمِّ الزوايا». وقد كان على رأسها آنذاك الشيخ أحمد بن محمد بن ناصر الدَرْعِيّ.
بعد عودته إلى مسقط رأسه بعد 20 سنة قضاها في طلب العلم، وبعد أن داع صيته في قبيلة هوزالة. أسس محمد بن علي مدرسته العتيقة المعروفة باسم «مدرسة اكبلن» ليعتكف فيها على الدراسة والتعليم والوعظ والإرشاد والتأليف والترجمة إلى أن توفي.
ذكر تلميذه العلامة الحضيكي رحمه الله أعماله ونوه بها، قال: «كان الفقيه الهوزالي رحمه الله من أشياخنا وبركات بلادنا وصلحائها، وممن تدور عليهم أمورها، والملجأ والمفزع في المسائل والنوازل، وقد انتفع به الخلق، وقام بإصلاح الأمة، واعتنى بإرشادهم وإقامة رسوم الدين، وأحيى كثيرا مما اندرس من السنن، وأخمد كثيرا من البدع، وألف للناس في ذلك كتبا بالغ بالنصح فيها نظما ونثرا، عجمية وعربية، وقد أنعم الله تعالى على الإسلام بنصحه.»
عرض العلامة الاديب والمؤرخ محمد المختار السوسي في كتابه سوس العالمة، الذي يشمل مختصرات عن حياة ومؤلفاة علماء جهة سوس ماسة درعة، نبدة من حياة محمد بن علي الهوزالي لكنه اعتمد في استيقاء الخبر على المصدر الواحد مما انعكس سلبا على صحة الوقائع التي سردها في ما يخص هذا العالم الجليل. ومن بين هذه المعلومات المغلوطة: «وكان محمد بن علي الهوزالي فتك بإنسان من اهله، فهرب إلى تمجروت...» حيث لم يثبت هذا الحدث أحد.
وتحدث المختار السوسي عنه وعن تكوينه العلمي ونصيبه من العلم والتأليف حيث قال عنه «توجه محمد بن علي الهوزالي للتدريس والتأليف والإرشاد وازالة البدع ثم تابعه اهله اثر وفاته عام 1163 هـ في ذلك الميدان...».غير ان طفولة محمد بن علي الهوزلي وبدايات مساره العلمي قبل هجرته إلى طلب العلم تبقى مجهولة.
ترك سيدي اَمحمد قريته تزيط وهو شاب في العشرينات من عمره متجها نحو الزاوية الناصرية التي أسسها أبو حفص عمرو الأنصاري بن أحمد الأنصاري سنة 983 هـ في الجنوب الشرقي من المغرب في قرية تمكروت قرب وادي درعة. هناك لقي المكان المناسب لطلب العلم وتحصيل المعرفة. والتقى هناك بأقطاب الطريقة الناصرية خاصة محمد بن ناصر تلميذ أحمد بن إبراهيم الأنصاري. بعد أن قضى الشيخ مدة الاخد من العلوم الشرعية والفقه والأدب العربي في الزاوية الناصرية على شأنه عند شيخه لما رآه منه من الجد والاجتهاد والإلمام بأمهاة العلوم في ذلك العصر. بعد ذلك عينه شيخه أحمد بن محمد بن ناصر ليحمل مشعل العلم إلى بلده بعد غياب طويل.

## منجزاته
بعد عودته من المدرسة الناصرية إلى مسقط رأسه، اعتكف الشيخ الهوزالي في المدرسة العتيقة التي اسسها خصيصا لتلقين أهل قبيلتة اندوزال علوم القرآن والعلوم الشرعية وكل ما يتداول في ذلك العصر من علوم الدين والدنيا من علوم القرآن والفقه المالكي والشعر والتأليف. اشتهر العلامة الاوزالي بتأليفه لعدة كتب نذكر منها «بحر الدموع» الذي كان مؤلفا من قصائد شعرية صوفية كان يَتعبد بها ويناجي بها ربَّه وقد حفضها عنه العديد من الذين كانوا يجالسونه ويشتركون معه في الذكر رغم كون أغلبهم اميين. وكتابه «الحوض» الذي يعتبر أول ترجمة لكتاب من اللغة العربية الفصحى مختصر خليل بن اسحاق (أحد مشاهير فقهاء المالكية) إلى اللغة الأمازيغية السوسية. ساهم هذا الكتاب الذي يحفضه أغلب سكان اندوزال والقبائل المجاورة وصولا إلى تارودانت، في ذلك الوقت وحتى اواخر التسعينيات من القرن الماضي، ساهم في نشر المذهب المالكي عامة وتمكين المغاربة المتحدثين بالأمازيغية السوسية من تملُّك المعرفة الشرعية والعلم الفقهي اللازم لعبادة الله.
- ابيات شعرية بالأمازيغية من كتاب الحوض:

سميغ لكتاب اينو س - لحاوض - واناز - كيسى ¤¤ ءيسوان ءورسار ت ياغ اريفي ءيتهنا
معناه بالعربية: سميت كتابي هذا الحوض. من شرب منه لن يضمأ بعد أبدا.
- ويقول في طلب العلم:

لعيلم ءيكنوان ءاغ ءيلاء ءور ءيلي غ- واكال ¤¤ ملا ءيلا غ وكال سكويان ءيفهمتي ¤¤ يان غ- ءولتلى لهيما ياتوين ءورت ءيد يوميز
معناه بالعربية: العلم في السماء وليس في الأرض. فلو كان في الأرض لفهمه جميع من عليها. ومن لم تكن همته عالية لم ينله. (كنية على صعوبة نيل العلم)
وكان من العلماء البارزين ممن اخذوا عن الشيخ الهوزالي: الشيخ محمد بن أحمد الحضيكي (تـ 1189 هـ) حيث قال عنه: «الفقيه العالم العلامة الشهير الطائر الصيت في البلاد». وقال عنه أيضا:«كان من اشياخنا وبركات بلادنا وصلحائها، وممن تدور عليهم امورها، والملجأ والمفزع في المسائل والنوازل، وانتفع به الخلق وقام باصلاح الامة واعتنى بارشادهم واقامة رسوم الدين واحيا كثيرا مما اندرس من السنن واخمد كثيرا من البدع، والف للناس في ذلك كتابا بالغ فيها نظما ونثرا عجمية وعربية، توفي بالوباء سنة 1162 هـ». ومن الذين ارخوا لوفاة الشيخ الهوزالي، تلميذه الشيخ عبد الله بن أحمد من ءازاغار ن-ءيمسليلن الهلالي العالم المقريء بزاوية سيدي عبد الله بن ءيبورك (تـ 1214 هـ) حيث قال:«مات بالوباء من الفقهاء في سوس ومراكش شيخنا سيدي محمد بن علي ءاكبيل سنة 1162هـ».

## مؤلفاته
تُعرف مؤلفاته المكتوبة بالشلحية عند أهل سوس بـ«اكُبيل» (الكبيلي)، فيُقال مثلا: «ار اقرانت تمغارين اكُبيل»، ومعناه: تَقرَأُ النساء الكبيلي.
- «الرغبان لشرح مهماز الغفلان على فروع الوقت والأذان». وهو أول ما ألف. انتهى من تأليفه سنة 1111 هـ.[5]
- «الحوض».[6] وهو في جزئين. //السنوسي والخليل. هو منظومة في الفقه المالكي. تُرجم الجزء الأول منه في العبادات إلى الفرنسية على يد الباحث الفرنسي لُوسِيَانِي سنة 1897 مـ. وحقق الجزء الأول كذلك الباحث المغربي عبد الله بن محمد الجشتيمي سنة 1977 مـ.[7]
- «بحر الدموع». (انظر أدناه)
- «النصاحت». وهو كتاب بالشلحية، ومعناه: النصيحة.
- «تنبيه الإخوان، على ترك البدع والعصيان». يُعرف كذلك باسم «النصيحة في البدع»، وهو ترجمة لكتابه السابق بالشلحية «النصاحت»، حيث عربه نظما ثم شرحه.[8]
- «بعض الفتاوى المتفرقة في النوازل والقضايا».

### بحر الدموع
قال عنه مؤلفه أنه بدأه في شهر صفر وأكمله في ربيع الثاني من سنة 1126 هـ. وهي منظومة في 656 بيتا.
استمد الفقيه محمد بن علي الهوزالي إلهامه في كتابة «بحر الدموع» من كتاب ابن الجوزي (تـ 597 هـ) «بحر الدموع» الذي يشترك معه في العنوان وموضوع الإرشاد.
حظي هذا الكتاب باهتمام الباحثين منذ أزيد من قرن ونصف. تُرجم رُبعه الأول لأول مرة إلى الفرنسية من طرف الباحث بارون سِلان في عام 1856 مـ.

## وفاته
تُوفي الشيخ محمد بن علي الهوزالي في وباء 1162 هـ. عن سن يناهز الثمانين في قرية توريرت التي يوجد بها إلى يومنا هذا المسجد الذي أسسه وقبره.[بحاجة لمصدر]

## ذريته
قد اشار الشيخ المختار السوسي إلى توارث آل سيدي محمد بن علي الهوزالي، طلب العلم بقوله في كتابه سوس العالمة:«وآل سيدي محمد بن علي الهوزالي أسرة علمية تسلسل فيها العلم نحو مائتي سنة، ولما يتيسر لنا جمع رجالاتها». . ويطلق على هذه
الاسرة اسم اِكُورَّامْنْ أو أَكْرَامْ ومعناه بالأمازيغية الشريف في نسبه أو المرابط.
- إبراهيم بن محمد الهوزالي، وهو ابنه. كان عالما.[14]
- ملمان بنت محمد بن علي الهوزالي، وهي أم محمد بن سعيد الزدوتي.[بحاجة لمصدر]
- إبراهيم أكبيل السوسي، من كُتاب السلطان العلوي محمد بن عبد الله، وهو من آل محمد بن علي الهوزالي.[15]
- أبو عبد الله محمد بن سعيد الزدوتي الأجدالي (تـ 1232 هـ)، عالم حسن من القراء، وهو سبط محمد بن علي الهوزالي. هو مدفون بجانب جده.[15][16][17]
- الفقيه محمد بن يوسف بن عبد الله بن محمد بن سعيد (تـ 21 رمضان 1376).
- الفقيهين عبد الله ومحمد ابنا عمر بن محمد بن محمد بن محمد بن محمد بن سعيد.

## هوامش
1. ↑  فتحًا

### استشهادات
1. ↑  عبد الله بن محمد الجشتيمي (1397 ھ). الصفحة 15.
2. ↑  محمد بن علي الهوزالي (1430 ھ). صفحة 9.
3. 1 2  تقرير ندوة «العلامة محمد بن علي أكبيل الهوزالي، رائد ترجمة العلوم الشرعية إلى الأمازيغية» (انظر الببليوغرافيا)
4. ↑  محمد المختار السوسي. المعسول، في الإلغيين وأساتذتهم وتلامذتهم وأصدقائهم. ج. المجلد السادس.
5. ↑  محمد بن أحمد الحضيكي. «طبقات الحضيكي». المدخل 462. الصفحة 363. الهامش (4).
6. ↑  كتاب الحوض في الفقه المالكي - للشيخ سيدي محمد ءوعلي ءاوزال - تحقيق وتعليق الرحماني عبد الله بن محمد الجشتيمي- 1977
7. ↑  عمر بن عبد العزيز الكرسيفي؛ جمع وتحقيق عمر أفا (1427 هـ). «المؤلفات الفقهية الكاملة». الصفحة 35. الهامش (4).
8. 1 2  عمر بن عبد العزيز الكرسيفي؛ جمع وتحقيق عمر أفا (1427 هـ). «المؤلفات الفقهية الكاملة». الصفحة 35. الهامش (5).
9. ↑  عبد الله بن محمد الجشتيمي (1397 هـ). الصفحة 18.
10. ↑  أبو زيد عبد الرحمن التمنارتي. الفوائد الجمة، في إسناد علوم الأمة. ص. 91.
11. ↑  محمد بن علي الهوزالي (1430 هـ). صفحة 5.
12. ↑  محمد بن علي الهوزالي (1430 هـ). صفحة 13.
13. ↑  محمد المختار السوسي. المعسول، في الإلغيين وأساتذتهم وتلامذتهم وأصدقائهم. ج. المجلد التاسع عشر. ص. 15.
14. ↑  عبد الله بن محمد الجشتيمي (1397 هـ). الصفحة 17.
15. 1 2  محمد المختار السوسي. مدارس سوس العتيقة.
16. ↑  عبد الرحمن الجشتيمي. الحضيكيون. ص. 121.
17. ↑  محمد المختار السوسي. خلال جزولة - الرحلة الثالثة. ص. 174.

### ببليوغرافيا
- أحمد بن محمد المقري. «علي الهوزالي» في «روضة الآس العاطرة الأنفاس». الصفحة 107.
- محمد بن أحمد الحضيكي. «طبقات الحضيكي». المدخل 462. الصفحة 363.
- محمد بن أحمد الحضيكي. «الرحلة الحجازية». الصفحة 72.
- لُسياني (1897). الحوض: نص أمازيغي (لهجة سوس) لمحمد بن علي بن إبراهيم. الجزائر العاصمة. مؤرشف من الأصل في 2019-10-28.{{استشهاد بكتاب}}:  صيانة الاستشهاد: مكان بدون ناشر (link)
- برونو هوغو ستِكر (1960). بحر الدموع: شعر أمازيغي لمحمد الهوزالي (بالفرنسية). لَيدن. ISBN:978-3-89645-998-5.{{استشهاد بكتاب}}:  صيانة الاستشهاد: مكان بدون ناشر (link)
- عبد الله بن محمد الجشتيمي (1397 هـ/1977 م). «الحوض. في الفقه المالكي باللسان الأمازيغي. للشيخ سيدي محمد ءوعلي ءاوزال». (الطبعة الأولى).
- نيكو فَن دِن بوخرت (1997). التقليد الأدبي الأمازيغي السوسي (بالإنجليزية). لَيدن. ISBN:978-3-89645-999-2.{{استشهاد بكتاب}}:  صيانة الاستشهاد: مكان بدون ناشر (link)
- خديجة كمايسين (1998). «العقيدة والتصوف في فكر محمد بن علي أوزال». بحث لنيل د.د.ع. الرباط: جامع محمد الخامس.
- محمد بن علي الهوزالي؛ تحقيق: عمر أفا؛ ترجمة: إبراهيم شرف الدين (1430 ھ، 2009 م). بحر الدموع (PDF) (بالأمازيغية واللغة العربية). مؤرشف من الأصل (PDF) في 2020-11-27. {{استشهاد بكتاب}}: تحقق من التاريخ في: |تاريخ= (مساعدة)صيانة الاستشهاد: لغة غير مدعومة (link)
- تقرير ندوة «العلامة محمد بن علي أكبيل الهوزالي، رائد ترجمة العلوم الشرعية إلى الأمازيغية». 24 ربيع الثاني 1431 (2010 م). (بصيغة PDF)

## وصلات خارجية
- حلقة من برنامج «قضية كتاب» بعنوان: «العقيدة والتصوف في فكر محمد بن علي أوزال». ضيف الحلقة: خديجة كمايسين. القناة السادسة المغربية.